# Rovelizumab
Rovelizumab, còn được gọi là LeukArrest và Hu23F2G, là một kháng thể đơn dòng được nhân hóa, là một loại thuốc ức chế miễn dịch thử nghiệm. Rovelizumab được phát triển bởi ICOS để điều trị bệnh nhân bị sốc xuất huyết. Thuốc là một kháng thể đơn dòng ức chế các tế bào bạch cầu hoạt động quá mức trong quá trình sốc. Trong quá trình thử nghiệm, số lượng bệnh nhân được cho dùng thuốc là thấp vì rigsizumab phải được giao trong vòng bốn giờ sau khi bị thương và phải có sự đồng ý.  Thường thì bệnh nhân đã bất tỉnh và người thân phải được đưa ra để đồng ý.  Trong tháng Sáu   1998, Icos và nhiều trung tâm y tế đã yêu cầu Cơ quan Quản lý Thực phẩm và Dược phẩm Hoa Kỳ (FDA) từ bỏ các yêu cầu đồng ý trong các tình huống bệnh nhân có nguy cơ tử vong cao và không thể tiếp cận người thân.  Trong khi một số nhà đạo đức y học phản đối sự đồng ý từ bỏ, FDA đã phê duyệt đề xuất này vào tháng 8 năm 1998 cho 5 trung tâm y tế. Sự phát triển của rigsizumab đã bị dừng lại vào tháng 4 năm 2000 khi dữ liệu tạm thời từ thử nghiệm lâm sàng pha III không đáp ứng mục tiêu của Icos. Mục tiêu của công ty đối với rigsizumab bao gồm giảm nguy cơ suy đa tạng và giảm tỷ lệ tử vong do sốc ở mức 28   ngày  Rovelizumab cũng đã được thử nghiệm để điều trị cơn đau tim, đa xơ cứng và đột quỵ, và đang được khám phá như là một phương pháp điều trị co thắt mạch máu não, chấn thương đầu, ghép thận và phục hồi.
Nhiều công ty đã cố gắng phát triển các loại thuốc chống CD18, nhưng không có công ty nào thành công. Trong số đó là  erlizumab của Genentech, và hai loại thuốc được phát triển bởi Protein Design Labs và Centocor.  Mặc dù các thử nghiệm ở người không được suôn sẻ, nhưng nghiên cứu về thuốc chống CD18 ở động vật vẫn rất đáng khích lệ.  Người ta cho rằng các loại thuốc thử nghiệm đang ảnh hưởng đến con đường bám dính tế bào lympho ở người theo những cách không lường trước được.